# Marcel Friederichs
Marcel Friederichs (Heist, 18 maart 1926 - Oostende, 29 maart 2003) was een Belgisch senator.

## Levensloop
Friederichs werd beroepshalve hoteleigenaar en handelsvertegenwoordiger.
Hij werd politiek actief voor de PVV (tot 1961 Liberale Partij en vanaf 1992 de VLD) en was voor deze partij van 1959 tot 1999 gemeenteraadslid van Oostende. Van 1965 tot 1968 en van 1971 tot 1974 was hij tevens provincieraadslid van West-Vlaanderen.
Van 1982 tot 1987 zetelde Friederichs eveneens in de Senaat als provinciaal senator van West-Vlaanderen.